# Vestur-Húnavatnssýsla
Vestur-Húnavatnssýsla – jeden z 23 powiatów (sýsla) Islandii. Znajduje się w regionie Norðurland vestra.